# Eremo di Montevicchi

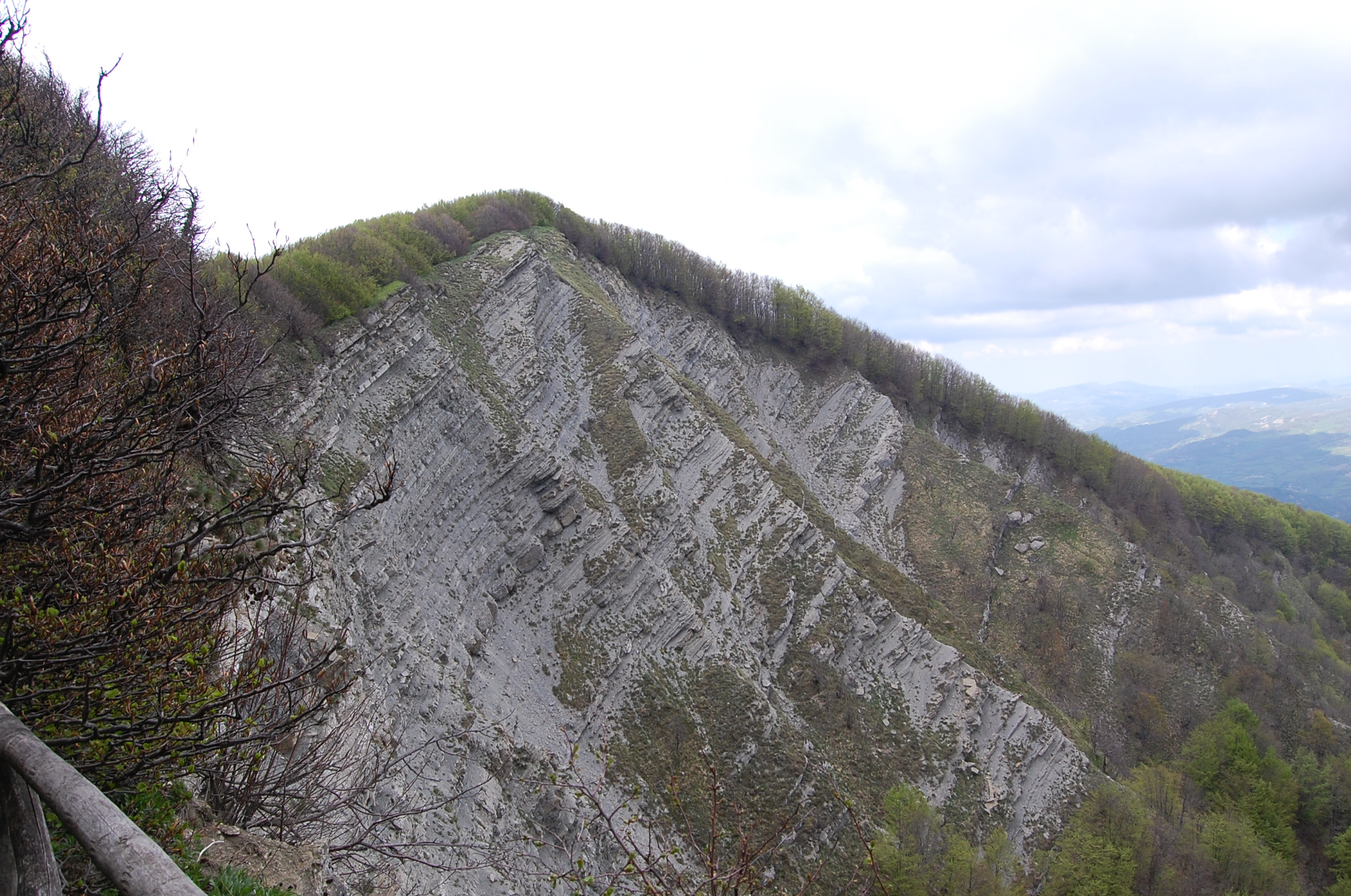
Ripa della Luna

L'eremo di Montevicchi si trova nella località di Montevicchi sul preapennino antistante il massiccio dell'Alpe della Luna, nel comune di Sansepolcro. Da qui passava la strada che nel medioevo collegava l'Alta Valle del Tevere con la Romagna.

## Eremo
L'eremo fu fondato nel 1211 dall'eremita Giovanni con il consenso del vescovo di Città di Castello, sui terreni messi a disposizione da alcune famiglie della zona.
Nel tempo la comunità eremitica si strutturò e acquistò terre e mulini nella zona della valle del torrente Afra.
Passò all'Ordine dei Servi di Maria nel 1294, e questa unione pose le basi per quella successiva che nel 1295 coinvolse l'eremo della Barucola e che fu realizzata dal beato Andrea Dotti. L'eremo di Montevicchi fu abbandonato attorno al 1297 dai frati, che si trasferirono nel vicino eremo di Santa Lucia a Bovigliano.
Nel 1462 il comune di Sansepolcro dona ai frati Servi di Mmaria terre, prati e sodi a Montevicchi.
Il 17 settembre 1520 è scorporato dalla Diocesi di Città di Castello e aggregato alla nuova Diocesi di Sansepolcro.
Attualmente a Montevicchi rimangono imponenti ruderi di un articolato complesso edilizio agricolo, sviluppato sui resti dell'antico eremo.